# Ari Pulkkinen
 (avril 2018).
Ari Pulkkinen, né à Helsinki en 1982, est un compositeur finlandais spécialisé dans les bandes-originales de jeu vidéo. 
Fondateur d'Aritunes, son morceau le plus connu est le thème principal d'Angry Birds.

## Biographie
Le saut professionnel réel pour Ari Pulkkinen fut sa longue carrière de cinq ans comme Directeur audio interne avec Frozenbyte. Il a travaillé comme compositeur, concepteur sonore et même écrivain et designer avec les jeux comme Jack Claw Demo et Shadowgrounds Survivor (2007). Après huit années de travail professionnel dans l'industrie du jeu vidéo, il a créé la musique de jeux comme Trine, la franchise Angry Birds ou Dead Nation. D'autres jeux ont suivi comme Trine 2, Super Stardust Delta, Trine 2 Goblin Menace et Trine 3: The Artifacts of Power.

## Discographie
Discographie :
- Starfight VI: Gatekeepers (2000)
- Shadowgrounds (2005)
- Super Stardust HD (2007)
- Shadowgrounds Survivor (2007)
- Trine (2009)
- Angry Birds (2009)
- Dead Nation (2010)
- Outland (2011)
- Bike Baron (2011)
- Trine 2 (2011)
- Super Stardust Delta (2012)
- Trine 2: Goblin Menace (2012)
- Angry Birds Trilogy (2012)
- Resogun (2013)
- Trine 3: The Artifacts of Power (2015)
- Alienation (2016)
- Nex Machina (2017)
- Matterfall (2017)
- Nine Parchments (2017)
- Trine 4: The Nightmare Prince (2019)
- Trine 5: A Clockwork Conspiracy (2023)